# Lineární systém
Lineární systém (soustava) je systém, v němž platí princip superpozice.
To znamená, že za předpokladu, že {\displaystyle x_{1}(t)\rightarrow y_{1}(t)} a {\displaystyle x_{2}(t)\rightarrow y_{2}(t)} platí:
- Aditivita (výstupem pro součet dvou signálů bude stejný, jako součet výstupů pro tyto signály jednotlivě)
  - {\displaystyle x_{1}(t)+x_{2}(t)\rightarrow y_{1}(t)+y_{2}(t)}
- Homogenita (výstup pro násobek jiného vstupu bude roven stejnému násobku výstupu pro tento vstup)
  - {\displaystyle ax_{1}(t)\rightarrow ay_{1}(t)}

Tyto podmínky lze také zapsat jako jedinou:
{\displaystyle ax_{1}(t)+bx_{2}(t)\rightarrow ay_{1}(t)+by_{2}(t)}
Splnění těchto podmínek označujeme také jako princip superpozice.

## Časově invariantní (nezávislý) systém
Systém nemění své chování v čase – jeho výstup závisí na vstupním signálu popřípadě na stavu systému.

## Lineární časově invariantní systém (LTI)
Systémy, které jsou lineární a zároveň časově invariatní, označujeme zkratkou LTI (Linear Time-Invariant).
Nejdůležitější charakteristikou LTI systému je jeho impulzní odezva, protože konvolucí vstupu s impulzní odezvou můžeme získat výstup LTI systému:
{\displaystyle y(t)=x(t)*h(t)\,}
{\displaystyle {}\quad =\int _{-\infty }^{\infty }x(t-\tau )\cdot h(\tau )\,\operatorname {d} \tau }
{\displaystyle {}\quad =\int _{-\infty }^{\infty }x(\tau )\cdot h(t-\tau )\,\operatorname {d} \tau }